# Якоб Гогебашвили
Якоб Гогебашвили (на грузински: იაკობ გოგებაშვილი) е грузински педагог, писател и журналист.
Роден е на 15 октомври 1840 година във Вариани край Гори в семейството на свещеник. Учи в Тифлиската семинария и в Киевската духовна академия, като при престоя си в Киев посещава и лекции по естествени науки в Киевския университет. През 1863 година се връща в Грузия и преподава аритметика и география в Тифлиската семинария до 1874 година, когато е уволнен, заради либералните си и патриотични възгледи, след което е част от кръга около княз Илия Чавчавадзе. Гогебашвили е автор на буквар, зползван в ревизиран вариант до наши дни и вдъхновил подобни учебници в целия Кавказки регион.
Якоб Гогебашвили умира на 1 юни 1912 година в Тифлис.